# 三輪里稲荷神社
三輪里稲荷神社（みわさといなりじんじゃ）は東京都墨田区の神社。

## 概要
1614年（慶長19年）に創建された。出羽国（現・山形県）湯殿山の修験者が羽黒大神の分霊を勧請したのが起源である。
当社は「こんにゃく稲荷」と呼ばれている。初午の日に湯殿山秘法の「こんにゃくの御符」が授与されるのが由来である。この御符はのどの病気を治すご利益があるとされ、煎じて飲むと効くという。

## 交通アクセス
- 京成曳舟駅より徒歩10分（経路案内）。